# Claus Heim
Claus Heim (häufig auch fälschlich Klaus Heim geschrieben) (* 24. März 1884 in St. Annen, Dithmarschen; † 1. Januar 1968 auf seinem Hof in Dithmarschen) war ein deutscher Landwirt und politischer Aktivist. Heim war neben Wilhelm Hamkens der bedeutendste Führer der schleswig-holsteinischen Landvolkbewegung.

## Leben

### Frühe Jahre (1884 bis 1923)
Claus Heim entstammte einem alten Dithmarscher Bauerngeschlecht, den Russebolingmannen, einem Zusammenschluss mehrerer Familien. Nach dem Schulbesuch durchlief er eine landwirtschaftliche Ausbildung. Anschließend ging er zunächst auf Wanderschaft nach Dänemark. Danach bewirtschaftete er zeitweise einen Teil des väterlichen Hofes in St. Annen-Österfeld zwischen Lunden und Friedrichstadt, den er gepachtet hatte. 1909 wanderte er aufgrund von Unstimmigkeiten mit seiner Familie nach Südamerika aus. In Paraguay erwarb er gemeinsam mit einem Kompagnon eine Estancia, auf der er Rinder züchtete, die er gegen Bürgerkriegstruppen verteidigen musste. Beim Beginn des Ersten Weltkriegs, an dem er als Offizier teilnahm, hielt er sich gerade zu Besuch in Europa auf. Nach dem Krieg kehrte Heim nach Paraguay zurück, jedoch war die Estancia nun völlig verschuldet.

### Rückkehr nach Deutschland und Führer der Landvolkbewegung
1923 kehrte Heim nach Deutschland zurück: Er übernahm nun den 120 Hektar großen Hof seiner Eltern in Österfeld. Zur Entschuldung des Betriebes musste er 1927 rund 40 Hektar der Anlage verkaufen. Es wird angenommen, dass dieses Ereignis zu seiner politischen Radikalisierung beitrug.
Um die Jahreswende 1927/1928 begann Heim, der bereits Mitglied des Stahlhelm war, sich verstärkt politisch zu betätigen: Er gehörte zu den Initiatoren der Bauerndemonstrationen, die am 28. Januar 1928 in ganz Schleswig-Holstein stattfanden. Allein in Heide (Holstein) demonstrierten mehr als 14.000 Landwirte; dort trat Claus Heim selbst erstmals öffentlichkeitswirksam in Erscheinung. Als unprätentiöse und energische Persönlichkeit avancierte er in der Folgezeit neben dem Landwirt Wilhelm Hamkens aus Tetenbüll zum wichtigsten Führer und zur Identifikationsfigur der sogenannten Landvolkbewegung, die vor dem Hintergrund der Agrarkrise der zweiten Hälfte der 1920er Jahre und befeuert durch die allmählich anbrechende allgemeine Wirtschaftskrise raschen Zulauf fand.
Ein Zeitgenosse beschrieb Heim für diese Zeit folgendermaßen: „Er war in jeder Beziehung eine imponierende Persönlichkeit: ein Mann von ein Meter neunzig Größe, breitschultrig, mit einem kantigen Kopf und einer ruhigen, bedachtsamen, aber bestimmten Redeweise. Imponierend noch in seinen Absonderlichkeiten – so war er fest von einer ihm zugefallenen Sendung überzeugt. Ein Urahn von ihm hatte in den Kämpfen der Dithmarschen Bauern gegen die feudale Unterdrückung im Mittelalter eine herausragende Rolle gespielt und Heim erklärte, in ihm sei dieser Urahn, der auch Claus hieß, wieder erschienen und deshalb sei ihm die führende Rolle in der Landvolkbewegung zugefallen.“
Heim vertrat zu dieser Zeit eine Mischung aus sozialrevolutionären und völkischen Vorstellungen. Historisch stellte er sich wie die gesamte Landvolkbewegung in die Tradition der Bauernkriege des 16. Jahrhunderts. So griff man auf die schwarze Fahne der Bauernkriege als das Symbol des Landvolks zurück, mit dem man sich gegen Pfändungen und rücksichtslose Steuereintreibungen bei Bauern wandte.
Während Hamkens, der als brillanter Redner galt, für den gemäßigten Flügel der Landvolkbewegung stand, der die Strategie verfolgte, die politische Unzufriedenheit der Bauern durch Protest und zivilen Ungehorsam zum Ausdruck zu bringen, wurde Heim zur Symbolfigur für radikale Methoden und politisch motivierte Gewaltakte.
Im September 1928 verkündete Heim öffentlich in der Regionalzeitung Heider Anzeiger, dass er den bestehenden Staat ablehne und deshalb keine Steuern mehr zahlen würde („Von heute ab zahle ich keine Steuern mehr!“), und forderte seine Standesgenossen auf, es ihm gleichzutun. Bei der norddeutschen Bauernschaft fand er mit dieser Forderung starke Resonanz. Den Staat der Weimarer Republik lehnte Heim dabei unumwunden als ein „politisches System, das den freien Bauern vernichten will“ ab.
Am 19. November 1928 verhinderten über 200 Bauern die Pfändung von zwei Ochsen in Beidenfleth, die zwangsversteigert werden sollten, um die rückständigen Gemeindesteuern des Besitzers zu bezahlen. Aus Solidarität lehnten die Viehmärkte in Hamburg und Altona den Verkauf von gepfändetem Vieh ab.
Die Boykottbewegung der Bauern gegen die Zwangsversteigerung von Vieh und Höfen gipfelte schließlich in einer Serie aus dreizehn Sprengstoffanschlägen, die Heim und seine Anhänger in der Zeit von Mai bis September 1929 auf staatliche Gebäude verübten. Diese Anschläge, die wohl vor allem demonstrativ gemeint waren, richteten erhebliche Sachschäden an, waren aber darauf angelegt, niemanden zu töten oder zu verletzen. Anschlagsziele waren unter anderem Landratsämter, Dienstwohnungen von Beamten und sogar die Redaktionsräume einer der Landvolkbewegung kritisch gegenüberstehenden Zeitung. Betroffen waren unter anderem die Städte Rendsburg, Niebüll, Schleswig, Itzehoe, Lüneburg und Neumünster. Hinzu kam der sogenannte Tumult von Neumünster vom 1. August 1929 anlässlich der Haftentlassung von Wilhelm Hamkens, der wegen seiner Aktivitäten in der Landvolkbewegung zu einer Gefängnisstrafe verurteilt worden war. Wegen des rabiaten Vorgehens der Polizei bei dem Tumult wurde die Stadt Neumünster ein Jahr lang von den Bauern boykottiert.
Am 1. September 1929 wurde Heim durch die Unvorsichtigkeit eines seiner Komplizen gefasst. Außer ihm wurden noch mehr als dreißig weitere Vertreter des radikalen, terroristischen Flügels der Landvolkbewegung in Haft genommen.

### Prozess, Haft und Freilassung (1930 bis 1932)
Vom 26. August bis 31. Oktober 1930 wurde gegen Heim und einige Mittäter im sogenannten Großen Bombenlegerprozess von Altona unter der Leitung von Johannes Block verhandelt. Der Prozess, in dem die Angeklagten sich demonstrativ unkooperativ verhielten (Heim weigerte sich, im Gerichtssaal auch nur ein Wort zu sprechen), endete am 31. Oktober 1930 mit der Verurteilung Heims zu einer siebenjährigen Zuchthausstrafe. Er erhielt unter den insgesamt 14 Angeklagten zusammen mit Herbert Volck die höchste Strafe. Da das Gericht Heim als Überzeugungstäter mit honorigen und selbstlosen Grundmotiven ansah und er bestrebt war, Todesopfer zu vermeiden, fiel das Strafmaß verhältnismäßig milde aus.
Auch während der Haft verhielt sich Heim weiterhin dem „System“ gegenüber unkooperativ: Er habe, so ein Beobachter, „den Fanatismus des Revolutionärs“ besessen, „der im Kerker des Feindes die Richtigkeit seiner Idee nur bestätigt“ gesehen habe. Aus der Untersuchungshaft in Berlin sind drei Briefe von Heim an den Bauern Johannes Reimers in Borsfleth und dessen Frau úberliefert, in denen er úber das Scheitern der Landvolkbewegung reflektiert:

„Die ethischen Werte, die der Zusammenhang von Blut und Boden erzeugen muß, werden nirgends mehr klar erkannt. ... Auch die unzertrennliche Verbundenheit von Religion und Rasse muß unserm nordischen Bauernvolk als dem echtesten Vertreter arischer Rasse wieder zum Bewußtsein gebracht werden. Die Unkenntnis dieser Tatsache ist letzten Endes der Grund unseres Zus[ammen]bruchs.“

Ihre Solidarität mit dem Gefangenen Heim bekundete vor allem die jeweilige Parteipresse der radikal-staatsfeindlichen Parteien NSDAP und KPD. 
1931 wurde Heim in das Zuchthaus Celle verlegt. Dort unterbreitete die NSDAP ihm das Angebot, bei den nächsten Reichstagswahlen ihr Spitzenkandidat im Wahlkreis Schleswig-Holstein zu werden. Im Falle einer Wahl hätte er als Reichstagsabgeordneter Schutz vor Strafverfolgung genossen und augenblicklich auf freien Fuß gesetzt werden müssen. Heim wies dieses Angebot jedoch schroff zurück: Richard Scheringer berichtete, Heim habe den Emissären erklärt: „Lieber gehe ich ins Zuchthaus, als für Euch in den Reichstag.“ Mit ein Motiv für Heims Ablehnung des Erbietens dürfte eine Belohnung gewesen sein, die Hitler seinerzeit, als die Bombenanschläge der Gruppe um Heim der NSDAP zur Last gelegt wurden, auf die Ergreifung der Täter ausgesetzt hatte. Hinzu kam, dass Heim Hitler, so Scheringer, als Schwätzer ablehnte, vor dem er warnte.
Eine ihm angebotene Begnadigung, die an sein Ehrenwort auf Gewaltverzicht gebunden war, lehnte Heim ebenfalls ab. Stattdessen wurde Anfang 1932 auf Initiative von Bruno Ernst Buchrucker das sogenannte Claus-Heim-Komitee gegründet, das sich für seine Freilassung einsetzte. Diesem gehörten unter anderem die Brüder Ernst und Bruno von Salomon, die beide ebenfalls in der Landvolkbewegung aktiv gewesen waren, Ernst Jünger, Ernst Niekisch, die „Schwarze Front“ um Otto Strasser und die Anhänger von Walther Stennes an.
Ernst Niekisch versuchte, anfangs aussichtsreich, den inhaftierten Claus Heim als Kandidaten eines Konsortiums nationalrevolutionärer Gruppen für die Wahl des Reichspräsidenten 1932 zu gewinnen und wurde bei diesem Vorhaben von Otto Strasser, Karl Otto Paetel und Erich Ludendorff, dem Bund Oberland, dem Wehrwolf und weiteren Gruppen unterstützt. Im Auftrag der KPD, die durch Heim eine Schwächung ihres Kandidaten Ernst Thälmann fürchtete, gelang es Bodo Uhse, die Unterstützergruppe zu spalten. Heim zog daraufhin seine Bereitschaft zu Kandidatur zurück.
Im September 1932 wurde Heim, nach knapp drei Jahren Haft, aufgrund eines Amnestiebegehrens des Preußischen Landtages zugunsten der Mitglieder der Landvolkbewegung, das mit einer Mehrheit der Stimmen von NSDAP, DNVP und KPD angenommen wurde, auf freien Fuß gesetzt. Er versuchte, mit seiner Zeitung Dusendüwelswarf die Landvolkbewegung wieder zu aktivieren, zog sich 1933 nach dem Zeitungsverbot aber auf seinen Hof zurück.
In der Presse und in Kreisen von Arbeitern und Bauern wurde Heim trotzdem noch bis in die frühe NS-Zeit als politisch aussichtsreicher Mann gehandelt. Alfred Kantorowicz schrieb:

„Der Freikorpsführer Heimsoth, der Rebell Ernst von Salomon, der Bauernführer Klaus Heim stehen noch im Lager des Übergangs, aber die Tendenz ihrer letzten Entscheidung ist schon unzweifelhaft. Sie und tausende sind heute Avantgardisten. Das Signal ist durch sie gegeben worden und die letzte Entscheidung der Millionenmassen, die noch zögern, noch verwirrt, ihnen eines Tages folgen werden kann nicht anderes heißen als proletarische Revolution.“

Karl Otto Paetel forderte noch 1933 im Nationalbolschewistischen Manifest die Formierung einer neuen Partei mit Ernst Niekisch und Heim an der Spitze.

### Spätere Jahre (1933 bis 1968)
Bereits 1933 wurde Heim von der Staatspolizei als „langsam wieder unbequem“ eingestuft. 1939 ließ der Gauleiter von Schleswig-Holstein Heim verhaften. Nur durch die Intervention seines Schwagers, eines einflussreichen NSDAP-Mitgliedes, entging er dem Abtransport in ein Konzentrationslager. Heim hatte sich – wie auch verschiedene andere Landvolkaktivisten – durch unverhohlene Ablehnung bei den Nationalsozialisten unbeliebt gemacht.
Nach dem Krieg trat Heim nur noch selten öffentlich in Erscheinung, so 1955 bei der Beerdigung Hamkens’, bei der er die Grabrede hielt. Seine, von „einem Dritten überarbeiteten“, Erinnerungen wurden in der Zeitschrift  „Bauernruf“ zwischen dem
26. November 1965 und dem 5. August 1966 veröffentlicht.
Heim starb am Neujahrstag des Jahres 1968.